# Акведук Ріхарда Гагемана
Акведук Річарда Гагемана (офіційно фризькою: Richard Hageman Akwadukt) — акведук у Хаак-ом-Леуварден (N31) на захід від Леувардена, поблизу села Ріцумазійл. Над акведуком проходить канал Ван Харінксма.
Акведук був відкритий 18 грудня 2014 року, одночасно з петльою навколо Леувардена.
Акведук названий на честь композитора та музиканта, що народився в Леувардені, Ріхарда Хагемана.